# Platja d'en Goixa
La platja d'en Goixa és una platja urbana del municipi de Colera (Alt Empordà) situada a la badia de Colera, al nucli urbà, limitada al nord per un roquissari al sud per la platja dels Morts. Té una longitud de 147,7 m i una amplada mitjana de 15,7 m, de sorra molt gruixuda i un pendent d'entrada a l'aigua moderat.
L'Agència Catalana de l'Aigua efectua un control setmanal de la qualitat de l'aigua, durant la temporada de bany, amb el resultat d'excel·lent.
A l'extrem sud, al límit amb la platja dels Morts, davant de l'estació de ferrocarril, hi ha un monticle rocallós sobre el qual hi ha el conjunt escultòric Art Parc de l'artista local Joan Padern.